# Вања Ненадић
Вања Ненадић (Сомбор, 2. фебруар 1992) српска је позоришна, телевизијска и филмска глумица.

## Каријера
Вања Ненадић је рођена у Сомбору, где је током детињства похађала часове глуме. После средње економске школе годину дана је студирала књижевност у Новом Саду, а глуму је дипломирала на Факултету драмских уметности у Београду у класи професорке Гордане Марић. Прве професионалне улоге остварила је на сцени Београдског драмског позоришта, где је након друге године студија на ФДУ заиграла у представи Драга Јелена. У Народном позоришту Сомбора дебитовала је улогом у представи Много вике ни око чега. Играла је у представама за децу Принцеза и дијамант, такође у сомборском Народном позоришту, као и Магична лира на сцени Академије 28. У међувремену је добила улогу у подели комада Ко још једе хлеб уз супу Установе културе „Вук Стефановић Караџић“.
Иако се раније појавила у насловима Бићемо прваци света и Инкарнација, односно краткометражним остварењима Изгледа да смо сами и Плишани солитер, прву запаженију филмску улогу остварила је у Бисеру Бојане 2017. године. Ту је тумачила лик Лоле, девојке са црногорског приморја, док јој је партнера играо суграђанин Славен Дошло. Претходно је примљена у стални ансамбл сомборског позоришта, па је ту у континуитету наступала наредних година. Играла је у представама Маестро, Плава птица, Чудо у Шаргану, Кад би Сомбор био Холивуд, Тенор на зајам Самоубица и Semper idem. За то време прикључила се ансамблу представе Јами дистрикт Битеф театра, а добила је и главну улогу у подели представе Избирачица, Народног позоришта Кикинда. Поред телевизијске верзије Бисера Бојане, појавила се у серијама Мамини синови, Убице мог оца, Комшије, Пет и Тајкун. Играла је у представи Коферче на сцени Мадленијанума. Добила је и једну од улога у кратком филму Porajmos, где је поново глумила са Славеном Дошлом, али и Браниславом Јерковићем са којим је касније играла у телевизијској серији Тајне винове лозе. Почетком 2021. примљена је у стални ангажман у Београдском драмском позоришту.

## Улоге

### Позоришне представе
| Наслов                    | Улога                | Редитељ              | Позориште                    | Премијера          |
| ------------------------- | -------------------- | -------------------- | ---------------------------- | ------------------ |
| Кад су цветале тикве      | Душица               | Бобан Скерлић        | Београдско драмско позориште | 24. мај 2014.      |
| Драга Јелена              | Оља                  | Миленија Стаменковић | Београдско драмско позориште | 7. новембар 2014.  |
| Много вике ни око чега    | Хера, Леонатова кћер | Ана Ђорђевић         | Народно позориште Сомбор     | 20. март 2015.     |
| Принцеза и дијамант       | Принцеза Јана        | Матеја Поповић       | Народно позориште Сомбор     | 19. фебруар 2016.  |
| Ко још једе хлеб уз супу  |                      | Тара Манић           | УК „Вук Стефановић Караџић“  | 18. април 2016.    |
| Магична лира              | Соната и Алејна      |                      | Академија 28                 | 8. октобар 2016.   |
| Маестро                   | Критичарка           | Милан Нешковић       | Народно позориште Сомбор     | 10. март 2017.     |
| Јами дистрикт             | Нараторка / Хрватица | Кокан Младеновић     | Битеф театар                 | 26. април 2017.    |
| Плава птица               | Ватра                | Соња Петровић        | Народно позориште Сомбор     | 14. јун 2017.      |
| Чудо у Шаргану            | Цмиља                | Марко Торлаковић     | Народно позориште Сомбор     | 11. октобар 2017.  |
| Кад би Сомбор био Холивуд |                      | Кокан Младеновић     | Народно позориште Сомбор     | 17. фебруар 2018.  |
| Тенор на зајам            | Дајана               | Оља Ђорђевић         | Народно позориште Сомбор     | 18. мај 2018.      |
| Самоубица                 | Марија Лукјановна    | Милан Нешковић       | Народно позориште Сомбор     | 12. јун 2018.      |
| Избирачица                | Малчика              | Јана Маричић         | Народно позориште Кикинда    | 20. октобар 2018.  |
| Коферче                   |                      | Оља Ђорђевић         | Опера и театар Мадленијанум  | 12. април 2019.    |
| Сумрак богова             |                      | Јагош Марковић       | Београдско драмско позориште | 1. октобар 2019.   |
| Ко се боји Вирџиније Вулф |                      | Ленка Удовички       | Београдско драмско позориште | 9. октобар 2019.   |
|                           |                      | Горчин Стојановић    | Народно позориште Сомбор     | 23. новембар 2019. |
| Ружни, прљави, зли        |                      | Ленка Удовички       | Београдско драмско позориште | 8. октобар 2020.   |
| Тихо тече Мисисипи        |                      | Ивица Буљан          | Београдско драмско позориште | 6. април 2021.     |
| Baal                      |                      | Дијего де Бреја      | Београдско драмско позориште | 15. април 2021.    |
| Дивље месо                |                      | Јагош Марковић       | Београдско драмско позориште | 24. април 2021.    |
| У раљама живота           |                      | Андреј Носов         | Београдско драмско позориште | 23. октобар 2021.  |
| Трамвај звани жеља        |                      | Ленка Удовички       | Београдско драмско позориште | 24. јун 2022.      |

### Филмографија
| Год.       | Назив                  | Улога             | Напомена                |
| ---------- | ---------------------- | ----------------- | ----------------------- |
| 2010-е     |                        |                   |                         |
| 2015.      | Бићемо прваци света    | стјуардеса        |                         |
| 2015.      | Изгледа да смо сами    | Кристина          | кратки филм             |
| 2016.      | Плишани солитер        | Лола              | кратки филм             |
| 2016.      | Инкарнација            | покрадена девојка |                         |
| 2017.      | Бисер Бојане           | Лола              |                         |
| 2017.      | Мамини синови          | Милица            | ТВ серија, 1 еп.        |
| 2018.      |                        | она               | кратки филм             |
| 2018.      | Убице мог оца          | Мишина девојка    | ТВ серија, 1 еп.        |
| 2018.      | Комшије                | Маргита           | ТВ серија, 3 еп.        |
| 2018.      | Жицка                  | Исидора           | кратки филм             |
| 2018.      | Београдска трилогија   | Ана               |                         |
| 2018—2019. | Бисер Бојане           | Лола              | ТВ серија, главна улога |
| 2019.      | Пет                    | Дара              | ТВ серија, 1 еп.        |
| 2020-е     |                        |                   |                         |
| 2020.      | Porajmos               | —                 | кратки филм             |
| 2020.      | Јазавац пред судом     | судија            |                         |
| 2020.      | Тајкун                 | Сара              | ТВ серија, 9 еп.        |
| 2021—2022. | Тајне винове лозе      | Ања Томовић       | ТВ серија, главна улога |
| 2022.      | Камионџије д. о. о.    | Жута              | ТВ серија, 1 еп.        |
| 2022.      | Комедија на три спрата | Сара              |                         |

### Спотови
- Нечим изазван — Ненормални и Ничим изазван (2015)[56]
- Љуља се брод — Бане Лалић и МВП (2017)[57]
- То не личи на тебе — Душан Шаренац (2018)[58]
- Флешбек — Марчело (2021)[59]

## Награде и признања
| Година | Остварење     | Награда |
| ------ | ------------- | --- |
| 2017.  | Бисер Бојане  | Награда 52. Филмских сусрета за најбољу дебитантску улогу                                                        |
| 2018.  | Јами дистрикт | Награда Олга Ивановић за најбољу глумицу на Фестивалу првоизведених представа у Алексинцу, у равноправној подели |
| 2019.  | Јами дистрикт | Специјална глумачка награда у равноправној подели на Арт Трема Фесту                                             |